# NGC 7601
NGC 7601 је спирална галаксија у сазвежђу Пегаз која се налази на NGC листи објеката дубоког неба.
Деклинација објекта је + 9° 14' 1" а ректасцензија 23h 18m 47,1s. Привидна величина (магнитуда) објекта NGC 7601 износи 13,8 а фотографска магнитуда 14,6. NGC 7601 је још познат и под ознакама UGC 12487, MCG 1-59-39, CGCG 406-56, KUG 2316+089, IRAS 23162+0857, PGC 71022.